# Рождество Христово в богослужении Православной церкви
Рождество Христово в богослужении Православной церкви
Тексты богослужебных последований праздника содержатся в Минее, а порядок их совершения — в Типиконе.
Богослужение Рождества Христова имеет значительные отличия от богослужения прочих двунадесятых праздников. Так, в состав всенощного бдения накануне праздника входит великое повечерие (как и в канун Богоявления) вместо Великой вечерни (как в остальные двунадесятые праздники).

## Подготовительный период
Рождеству предшествует 40-дневный Рождественский пост. Согласно Типикону в будничные дни должны совершаться аллилуйными богослужениями, на которых, как и в Великий пост должна совершаться молитва Ефрема Сирина с земными поклонами. В настоящее время в Русской православной церкви эти службы не совершаются.
Первое в литургическом году рождественское песнопение — катавасия «Христос рождается…» (ирмосы первого Рождественского канона) — положено во все дни от праздника Введения во Храм Пресвятой Богородицы на службе с великим славословием. Катавасия поётся до 13 января — отдания праздника Рождества, или 31 декабря по юлианскому календарю (старому стилю).
На дни Рождественского поста, предшествующие Рождеству Христову, приходится память многих ветхозаветных пророков: Авдия, Наума, Аввакума, Софонии, Аггея и Даниила. В дни памяти пророков (а также в некоторые иные дни поста — подробнее см. статью Рождественский пост) богослужение, согласно Уставу, совершается по великопостному чину: вместо пения «Бог Господь» на утрене поётся «Аллилуиа», за богослужением читается покаянная молитва Ефрема Сирина. Две последние Недели (воскресенья) пред Рождеством Христовым — Неделя святых пра́отец и Неделя святых отец — посвящены памяти всех ветхозаветных праведников и пророков и предков Иисуса Христа по плоти соответственно. Этим Церковь воспоминает жизнь человечества до пришествия в мир Христа. Всё это указывает на то, что до воплощения Христа над человечеством тяготело бремя первородного греха и подготавливает к мысли о том, что лишь Рождество Христово дало надежду на скорое снятие печати греха.

### Предпразднство Рождества
Праздник Рождества Христова, также как и Богоявление, в отличие от прочих двунадесятых праздников, имеет пять дней предпразднства. Такая продолжительная подготовка к празднику свидетельствует об особой важности для жизни христиан того события, которое отмечает церковь в этот день. В богослужебных текстах служб предпразднства содержатся призывы к молящимся устремить свой взор к Вифлеему и, очистив свои грехи, с чистым сердцем взирать на Деву Марию, «ищущую родити в вертепе всех Господа и Бога нашего». Христиане призываются к тому, чтобы также и они были свидетелями тайны Воплощения Бога-Слова. Каноны предпразднства составлены по образцу канонов Страстной Седмицы. В них Богомладенцу противопоставляется царь Ирод и его советники, занимающие в службах предпразднства такое же место, как Иуда и соборище иудейское в службах Страстной Седмицы. Канон последнего дня предпразднства, 24 декабря, составлен по образцу канона Великой Субботы. Его главная мысль — плод Божества на земле, а именно — соединение земного с небесным.

### Рождественский сочельник
Последний день предпразднства именуется Навече́рием Рождества Христова, или Рождественским сочельником. В богослужебных текстах этого дня скорбные мотивы и призывы к достойной встрече родившегося Спасителя постепенно сменяются радостью и ликованием по поводу рождающегося Спасителя. Если службы предпразднства раскрывают тайну воплощения Бога, то в Навечерие внимание обращается уже на земные обстоятельства этого события: говорится о времени и месте, когда оно должно совершиться, а также упоминаются все его участники — Дева Мария и Иосиф Обручник, волхвы и пастухи. Служба Навечерия, помимо своего содержания, характеризуется также и своим богослужебным строем, отличным от богослужебного строя всего остального годичного круга (за исключением дня Крещения Господня). Так, в Навечерие Рождества Христова читаются Царские (Великие) часы вместо вседневных; эта служба совершается лишь три раза в году. Псалмы, читаемые на этой службе, представляют собой пророчества о явлении в мир Мессии. Чтения из Священного Писания — из Ветхого Завета, апостольских посланий и Евангелия, положенные на Царских часах, уже по своему содержанию раскрывают смысл самого праздника. Евангельские чтения охватывают промежуток от явления ангела во сне Иосифу до возвращения младенца Иисуса вместе с семьёй из Египта.
В случае, если Навечерие выпадает на субботу или воскресенье, то в этот день Царские часы не служат, а переносят на пятницу. В таком случае в эту пятницу литургия не совершается. Если Навечерие случится в понедельник, вторник, среду, четверг или пяток, то утром — Царские часы; а в 1-м часу пополудни — вечерня в соединении с литургией Василия Великого. На вечерне читается восемь паремий — вместо обычных для праздничной вечерни трёх. Паремии содержат повествование о сотворении мира, пророчества о пришествии на землю Христа и о грядущем Царстве Христовом. Если Навечерие случится в субботу или Неделю (воскресенье), то обычным порядком и в обычное время совершается литургия Иоанна Златоуста; а в первом часу пополудни отдельно от литургии (по чтении 9-го часа) — Великая вечерня. Любопытно, что Типикон содержит явно ошибочное указание, которое митрополит Филарет (Дроздов) именует «замешательством в Уставе», назначая в Навечерие в субботу или Неделю, на вечерне, совершаемой после литургии, чтения евангелия от Матфея, зачало 53-е, — вместо праздничного чтения от Луки, зачало 5-е, а также чтение послания к Галатам, зачало 207-е (об оправдании в Новом Завете верой во Христа) — вместо праздничного послания к Евреям, зачало 303-е (о превечном рождении Сына Божия от Отца). В субботу или Неделю по отпусте вечерни, а в прочие дни седмицы по отпусте литургии — поставляется свещник посреди храма, а оба лика (и все клирики), ставши вместе, поют тропарь Рождества, «Слава и ныне» и кондак «Дева днесь». По пении «входим в трапезу, и ядим варение [то есть варёную пищу] со елеем, рыбы же не ядим»; в субботу же или Неделю «ядим совершенно [то есть до сытости], рыбы же не ядим, но со древяномаслием, и сочиво обварено, или кутию с медом».

## Праздничное богослужение

### Рождественское бдение
«Аще случится Рождество Христово в неделю, воскресно ничтоже поем» — предписывает Устав. Так как рождественская вечерня была уже отслужена утром в соединении с Литургией Навечерия, то Всенощное бдение в канун Рождества начинается с великого повечерия, на котором при открытых Царских вратах поются три песнопения:
С на́ми Бог, разуме́йте язы́цы и покаря́йтеся: Я́ко с на́ми Бог.
Услы́шите до после́дних земли́: Я́ко с на́ми Бог.
Могу́щии покаря́йтеся: Я́ко с на́ми Бог.
А́ще бо па́ки возмо́жете, и па́ки побежде́ни бу́дете: Я́ко с на́ми Бог.
И и́же а́ще сове́т совещава́ете, разори́т Госпо́дь: Я́ко с нами Бог.
И сло́во, е́же а́ще возглаго́лете, не пребу́дет в вас: Я́ко с на́ми Бог.
Стра́ха же ва́шего не убои́мся, ниже́ смути́мся: Я́ко с на́ми Бог.
Го́спода же Бо́га на́шего Того́ освяти́м, и Той бу́дет нам в стра́х: Я́ко с на́ми Бог.
И а́ще на Него́ наде́яся бу́ду, бу́дет мне во освяще́ние: Я́ко с на́ми Бог.
И упова́я бу́ду на Него́, и спасу́ся Им: Я́ко с на́ми Бог.
Се аз и де́ти, я́же ми даде́ Бог: Я́ко с на́ми Бог.
Лю́дие ходя́щии во тьме, ви́деша свет ве́лий: Я́ко с на́ми Бог.
Живу́щии во стране́ и се́ни сме́ртней, свет возсия́ет на вы: Я́ко с на́ми Бог.
Я́ко Отроча́ роди́ся нам. Сын, и даде́ся нам: Я́ко с на́ми Бог.
Его́же нача́льство бысть на ра́ме Его́: Я́ко с на́ми Бог.
И ми́ра Его́ несть преде́ла: Я́ко с на́ми Бог.
И нарица́ется и́мя Его́, вели́ка сове́та А́нгел: Я́ко с на́ми Бог.
Чу́ден Сове́тник: Я́ко с на́ми Бог.
Бог кре́пок. Власти́тель, Нача́льник ми́ра: Я́ко с на́ми Бог.
Оте́ц бу́дущаго ве́ка: Я́ко с на́ми Бог.
С на́ми Бог, разуме́йте язы́цы и покаря́йтеся: Я́ко с на́ми Бог.
Сла́ва Отцу́ и Сы́ну и Свято́му Ду́ху:
С на́ми Бог, разуме́йте язы́цы и покаря́йтеся: Я́ко с на́ми Бог.
И ны́не и при́сно и во ве́ки веко́в. А́минь.

С на́ми Бог, разуме́йте язы́цы и покаря́йтеся: Я́ко с на́ми Бог.
Тропарь Рождества Христова, гла́с 4:
Рождество́ Твое́, Христе́ Бо́же наш, возсия́ ми́рови све́т ра́зума, в не́м бо звезда́м служа́щии звездо́ю уча́хуся Тебе́ кла́нятися, Со́лнцу Пра́вды, и Тебе́ ве́дети с высоты́ Восто́ка. Го́споди, сла́ва Тебе́.
Конда́к Рождества Христова, гла́с 3.
Де́ва дне́сь Пресу́щественнаго ражда́ет, и земля́ верте́п Непристу́пному прино́сит. Ангели с па́стырьми славосло́вят, волсви́ же со звездо́ю путеше́ствуют: на́с бо ра́ди роди́ся Oтроча́ Мла́до, Преве́чный Бо́г.
После всенощного славословия в третьей части повечерия духовенство выходит в притвор храма на литию и благословение хлебов. Затем совершается полиелейная утреня и Первый час.

### Литургия
В сам праздник Рождества служится литургия Иоанна Златоуста; или, если он выпадает на воскресенье или понедельник, — Василия Великого, так как литургия Иоанна Златоуста уже совершалась накануне.
За этой литургией вместо обычных изобразительных псалмов поются торжественные праздничные антифоны. Вместо Трисвятой песни поётся трижды:
Ели́цы во Христа́ крести́стеся, во Христа́ облеко́стеся, аллилу́ия
Апостольское чтение этого дня (Гал. 4:4-7) говорит о том, что дало воплощение Бога Слова христианам.
 В евангельском чтении праздника (Мф. 2:1-12) говорится о поклонении волхвов.
Вместо «Достойно есть» — припев:
Велича́й, душе́  моя́, Честне́йшую и Сла́внейшую го́рних во́инств Де́ву Пречи́стую Богоро́дицу.
И к нему сразу припевается ирмос 9-й песни 2-го канона Рождества Христова:
Люби́ти у́бо нам, я́ко безбе́дное стра́хом, удо́бее молча́ние, любо́вию же, Де́во, пе́сни тка́ти спротя́женно сложе́нныя, неудо́бно есть: но и, Ма́ти, си́лу, ели́ко есть произволе́ние, даждь.
До 1918 года с Рождеством в России соединялось воспоминание «избавления Церкви и Державы Российския от нашествия га́ллов (французов под предводительством Наполеона) и с ними двадесяти язык в 1812 году». По литургии 25 декабря совершался благодарственный молебен с коленопреклонением; возглашались многолетие здравствующему Императору и всему Царствующему Дому и «вечная память» Александру I, а также многолетие воинству.

## Попразднство Рождества
На следующий день после Рождества Христова православная церковь совершает празднование Собору Пресвятой Богородицы.